# Pallone d'oro 2007

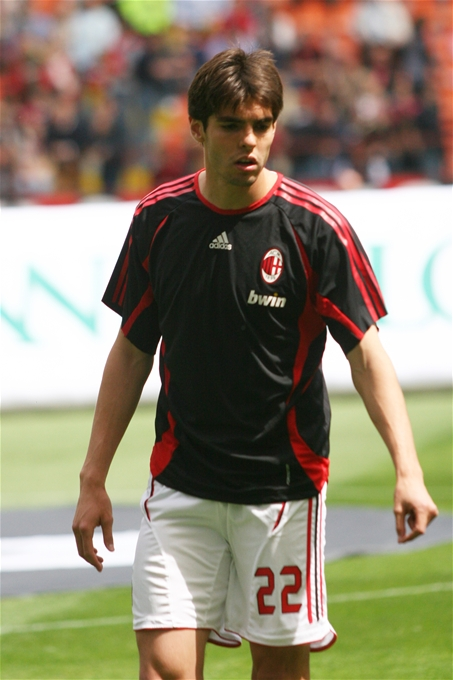
Kakà, vincitore del Pallone d'oro 2007

L’edizione 2007 del Pallone d'oro, 52ª edizione del premio calcistico istituito dalla rivista francese France Football, è stata vinta dal brasiliano Kaká (Milan).
È stata la prima edizione in cui i giurati poterono votare anche per qualsiasi calciatore, senza distinzioni di nazionalità né di campionato.
Anche i 96 giurati che votarono non furono più solo europei ma provenivano da tutto il mondo: 53 dai paesi della UEFA e altri 43 dalle nazioni che si sono qualificate almeno una volta ai Mondiali di calcio.